# لانس ويتيكر
لانس ويتيكر (بالإنجليزية: Lance Whitaker) مواليد 29 مايو 1972 في لوس أنجلوس، كاليفورنيا، الولايات المتحدة، هو ملاكم أمريكي يصنف ضمن فئة الوزن الثقيل. حقق الميدالية البرونزية في دورة الألعاب الأمريكية 1995.

## إحصائيات
خاض خلال مسيرته 43 نزالا، فاز في 35 وتعادل في 1 وخسر في 7. فاز بالضربة القاضية في 28 نزالا.

## الميداليات
| الميدالية | المسابقة                    |
| --------- | --------------------------- |
| برونزية   | دورة الألعاب الأمريكية 1995 |

## روابط خارجية
- لانس ويتيكر على موقع بوكس ريك (الإنجليزية) (registration required)